# Acullico

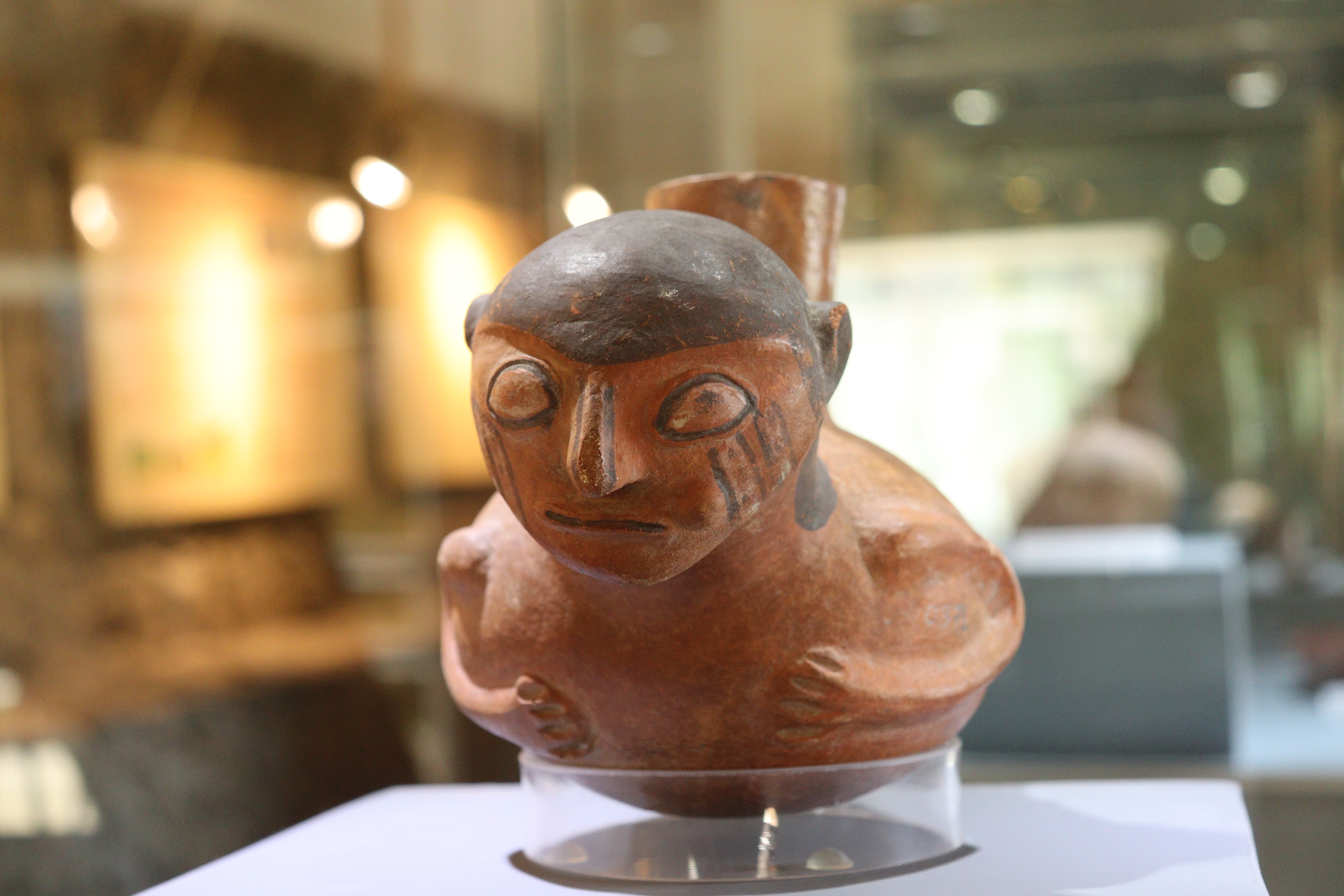
Cerámica de la cultura wari con representación de persona mascando coca

El acullico, chacchado, akulliku, acuyico (del quechua akullikuy), chusqua, acusi, pijcho, pikchar, picchar, picchear, o coquear, es una práctica tradicional, de carácter social, ritual y medicinal, que consiste en colocar un pequeño bolo de hojas de coca entre la mejilla y la mandíbula para mascarlo lentamente. 
Esta práctica es común en diversas regiones de Sudamérica, especialmente en Bolivia, Perú,  el norte de Chile y Argentina, así como en los resguardos indígenas de Ecuador y Colombia. Su uso se asocia a la mitigación del apunamiento, el cansancio, el hambre y la indigestión.

## Modos de consumo
Por lo general, el chacchado va acompañado por la introducción en la boca de una pequeña cantidad de una sustancia alcalina como el bicarbonato de sodio o collpa, la cal, o las cenizas de una planta quemada conocida como lejía o llipta si se trata de cenizas de quinua, para aumentar el efecto.
La cal está almacenada en un calero y es retirada del mismo a través de una aguja y posteriormente llevada al interior de la boca sobre el bolo.
En el caso de la lejía o llipta se adquiere en pequeñas barras de color gris claro u oscuro y se ponen pequeños trozos en medio de algunas hojas que se han elegido, antes de llevarse a la boca.
Luego de extraer el zumo de las hojas, se coloca el kuka hach'u —el bolo de la coca masticada— en algún lugar con cuidado.

## Historia
A lo largo de los Andes, las evidencias del chacchado de la hoja de coca se remontan hasta hace 8000 años. En la cultura Moche, existen evidencias del chacchado en las vasijas cerámicas. En los Andes de Perú, se considera de una buena educación realizar un pukuy (plegaria andina) con un kintu antes de llevarse las hojas a la boca y realizar el chacchado.
Tras la colonia la práctica fue mal vista, pero pervivió por ser sostén de los indígenas que realizaban duros trabajos como la minería y mita en el Cerro Rico de Potosí, Bolivia.

### Cultura contemporánea
Muchos trabajos que requieren de esfuerzo físico como la conducción de buses de larga distancia, construcción, minería, y ocupaciones similares han adoptado la costumbre de acullicar a través del tiempo en algunos oficios como la minería la tradición puede rastrearse al menos hasta la colonia, pero existe también un grupo de nuevos oficios que han incorporado este hábito a sus rutinas de trabajo o en periodos de mayor esfuerzo como es el caso de los estudiantes en etapas de exámenes o trabajos que requieren de largas horas sin dormir.

#### Bolivia

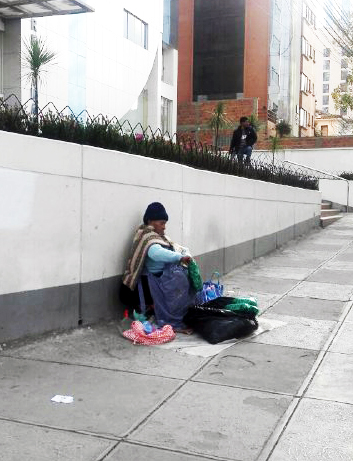
Venta callejera de coca para acullico en La Paz, Bolivia.

El consumo de coca en sus formas tradicionales, acullico e infusiones medicinales, ha sido defendido como práctica cultural legítima desde varios gobiernos que han presidido el país como el de Jaime Paz Zamora.
La asunción de Evo Morales supuso un nuevo impulso a esta valoración y la visibilización de esta práctica en la vida cotidiana de una parte de la población, así mismo se instauraron eventos con el fin de reivindicar esta práctica cultural como el Día Nacional del Acullico instaurado conmemorando que el 11 de enero de 2013 Bolivia firmó su re adhesión a la Convención Única sobre Estupefacientes de 1961 con la siguiente reserva  
El Estado Plurinacional de Bolivia se reserva el derecho de permitir en su territorio la masticación tradicional de la hoja de coca; el consumo y uso de la hoja de coca en su estado natural; para fines culturales y medicinales
La incorporación de esta reserva fue considerada un triunfo frente a las opiniones adversas que se habían vertido previamente.
En octubre de 2012 el expresidente boliviano Evo Morales le pidió al actor y activista Sean Penn que defienda el acullico en los foros internacionales.
Bolivia firmó su adhesión a la Convención Única sobre Estupefacientes 1961 con la reserva ya descrita, de manera que los modos de consumo tradicionales no son considerados observables.

La Constitución política de Bolivia protege el consumo tradicional de coca y la hoja misma, en el Capítulo Séptimo, referido a «Biodiversidad, coca, áreas protegidas y recursos forestales», la «Sección II coca», en su Artículo 384 señala: 
El Estado protege a la coca originaria y ancestral como patrimonio cultural, recurso natural renovable de la biodiversidad de Bolivia, y como factor de cohesión social; en su estado natural no es estupefaciente. La revalorización, producción, comercialización e industrialización se regirá mediante la ley.

#### Argentina
El norte de Argentina mantiene la tradición del coqueo a pesar de algunos prejuicios que existen sobre ello, en el sector, esta práctica es señal identitaria y una práctica social muy extendida.
El consumo de hoja coca en forma de acullico no es considerado como consumo de estupefacientes y se halla descrito en la Ley 23737 de 1989, en el artículo 15: 
La tenencia y el consumo de hojas de coca en su estado natural, destinado a la práctica del coqueo o masticación, o a su empleo como infusión, no será considerada como tenencia o consumo de estupefacientes.
Perú
En quechua cusqueño, se utiliza la palabra hallpay para el chacchado de las hojas de coca.